# Football Club Väsby United
L' FC Väsby United era una squadra di calcio attiva dal 2005 al 2012, anno in cui è confluita nell'AFC United. Giocava le proprie partite interne a Upplands Väsby, cittadina non distante dalla capitale Stoccolma.

## Carriera
Il Väsby United è nato nel 2005 dall'unione di due squadre, l'FC Café Opera e il Väsby IK.
La prima stagione della storia del nuovo club è stata disputata in Superettan, poiché il Café Opera avrebbe militato in quella divisione, così come aveva fatto nei cinque anni precedenti. Nel 2007 il Väsby United si è reso protagonista di un sorprendente cammino in Coppa di Svezia terminato solo in semifinale. Nello stesso anno, però, la squadra è anche retrocessa in terza serie, ma ha riconquistato la promozione già un anno più tardi. L'ultimo posto in classifica nel campionato 2010 ha costretto i biancoverdi a scendere nuovamente in terza serie.
Nel 2011, con il 2º posto in Division 1 Norra, il Väsby United ha potuto disputare gli spareggi-promozione per ritornare in Superettan, ma l'IFK Värnamo ha avuto la meglio sia all'andata che al ritorno.
L'iscrizione al campionato di Division 1 2012 era stata in discussione per via dei gravi problemi economici del club, ma il Väsby United è riuscito a disputare il campionato nonostante i debiti e nonostante una sentenza che permetteva ai giocatori di svincolarsi a partire dal 1º gennaio 2012. Il torneo è stato chiuso all'11º posto, l'ultimo piazzamento utile per evitare la retrocessione in Division 2.
Al termine della stagione 2012, Alex Ryssholm, fondatore dell'Athletic FC, ha rilevato l'attività del Väsby United accettando di pagarne i debiti. A seguito di questo accordo è nato l'AFC United.

## Palmarès

### Altri piazzamenti
- Coppa di Svezia:

Semifinalista: 2007
- Division 1:

Secondo posto: 2007
Finalista play-off: 2011